# Ahmed Chawki
Ahmed Chawki, Ahmad Szauki (arab. ‏حمد شوقي‎, Aḥmad Shawqī; ur. 31 maja 1982) – marokański wokalista.

## Single
- 2009: Inta liya
- 2010: Ya Nasini Ya Habibi
- 2010: Ghaly
- 2013: Habibi I Love You (gośc. Pitbull)
- 2014: Time of Our Lives
- 2014: Ana Bahwak
- 2014: Magic in the Air (Magic System gośc. Chawki)
- 2015: It’s My Life (Don’t Worry)
- 2018: Habibi i love you (z Pitbullem)